# Citoquinina
Las citoquininas o citocininas son un grupo de hormonas vegetales   (fitohormonas) que promueven la división y la diferenciación celular. Su nombre proviene del término «citocinesis» que se refiere al proceso de división celular. Son hormonas fundamentales en el proceso de organogénesis en las plantas y en la regulación de diversos procesos fisiológicos como fotosíntesis, regulación del crecimiento (dominancia apical), senescencia, apoptosis (muerte programada) vegetal, inmunidad vegetal (resistencia a patógenos), tolerancia y defensa ante herbívoros.

## Introducción
Las citocininas fueron descubiertas en la década de 1950 como factores que promueven la proliferación celular y mantienen el crecimiento de tejidos vegetales cultivados in vitro (Miller et al., 1955). Poco después de su descubrimiento Skoog y Miller propusieron que la formación de órganos en las plantas se debe al balance existente entre las citocininas y las auxinas. Usando cultivos de tabaco demostraron que un balance alto de auxinas favorecía la formación de raíces mientras que un balance alto de citocininas favorecía la formación de tallos. Aparte de su papel como reguladores de la formación de nuevos órganos, las citocininas también intervienen en la apertura de estomas, supresión de la dominancia apical e inhibición de la senescencia de las hojas entre otros procesos.

## Estructura básica y tipos de citocininas

Zeatina, una citoquinina natural.

Las citoquininas naturales pueden definirse estructuralmente como moléculas derivadas de adenina con una cadena lateral unida al grupo amino 6 del anillo purínico. La cadena lateral puede ser de naturaleza isoprenoide o aromática. Dentro de las citoquininas isoprenoides se encuentran la (cis- y trans)zeatina, la isopenteniladenina y la dihidrozeatina, con respectivos derivados glicosilados (Sakakibara et al., 2006). Entre las aromáticas se incluyen la benciladenina, la kinetina y la topolina. También se consideran citoquininas otros compuestos de origen no vegetal y derivados sintéticos de la difenilurea como el CPPU y el tidiazuron (TDZ), que actúan como análogos estructurales de la molécula natural.J.king

## Lugar de biosíntesis
Históricamente se asumía que las citoquininas solo eran sintetizadas en las raíces de las plantas, debido a que se encuentran en mayor cantidad. Sin embargo hoy en día se sabe que son sintetizadas en cualquier tejido vegetal: tallos, raíces, hojas, flores, frutos o semillas, y que juegan diversas funciones muy importantes. Regularmente, se asume que la mayor producción de citocininas es en sitios y momentos en los que existe un proceso de diferenciación y desarrollo (e.i. meristemos).
No obstante, las citoquininas pueden presentar movilización sistémica a otros tejidos. Regulando procesos en sitios diferentes a su producción o administración. Esto hace complejo su uso en procesos de mejoramiento agrícola.

## Translocación
El movimiento de las citocininas en la planta, puede ser tanto hacia al ápice como a la base. Este depende de la naturaleza química de la hormona. Por ejemplo en tomate (trans)zeatina es el tipo de citoquinina principalmente transportada por el xilema (hacia el ápice de la planta), mientras que isopenteniladenina se encuentra en mayor cantidad en el floema.
De este modo pueden translocarse a diferentes partes de a planta ejerciendo varias funciones regulatorias. Esto parece no ser válido en el caso de citocininas de la familia de las fenilureas (sintéticas) en las que se ha demostrado su inmovilidad dentro del tejido vegetal.

## Efectos fisiológicos

### En la célula
- Control del ciclo celular: las citoquininas, en conjunción con las auxinas, controlan el ciclo celular de las células vegetales. Concretamente, las citoquininas regulan la entrada de la célula en la fase G1 tras la mitosis, es decir, determinan el comienzo de un nuevo ciclo al promover la acumulación de ciclinas tipo D, que se unen a kinasas dependientes de ciclinas G1. También controlan la transición entre las fases G2/M, el último punto de control antes del comienzo de la mitosis.
- Control de la diferenciación celular: las citoquininas regulan la formación y el desarrollo del tallo. Ejercen su papel regulando la expresión de genes que determinan la identidad del meristemo apical como KNAT1 y STM (Shootmeristemless). En cultivo in vitro, las citoquininas promueven la formación de tallos en diversos tipos de explantos, como callos, hojas y cotiledones de diversas especies.
- Control del desarrollo de los cloroplastos: las citoquininas regulan la síntesis de pigmentos fotosintéticos en los cloroplastos junto con otros factores como la luz y el estado nutricional de la célula.

### En la planta
- Control de la dominancia apical: la dominancia apical está determinada por un balance entre auxinas y las citoquininas. Donde las auxinas funcionan como represor y citoquininas como promotor de la brotación de las yemas laterales en el tallo y de manera inversa en raíces. De esta forma, las citoquininas contribuyen a determinar la arquitectura de una planta.
- Retraso de la senescencia foliar: las citoquininas ralentizan el proceso de degradación de la clorofila, el RNA, los lípidos y las proteínas que ocurre en las hojas en el otoño o al ser separadas de la planta.
- Expansión de los cotiledones: durante la germinación, las citoquininas promueven la elongación de las células de los cotiledones en respuesta a la luz

## Usos de las citocininas en la agricultura
El uso de hormonas en la agricultura se ha enfocado principalmente a las auxinas (AIB para enraizar, ANA para raleo de fruto, 2,4-D como herbicida, etc.), las giberelinas (Ácido Giberélico) para crecimiento de planta y frutos, ethephon (madurez de frutos, caída de órganos), u otros más específicos por cultivo como el mepiquat para detener crecimiento en algodón o la cianamida hidrogenada para estimular la apertura de yemas en árboles frutales.
Sin embargo, el uso de citoquininas en agricultura esta creciendo. Existen diversas productos comerciales con formulaciones de alta reactividad, a base de forclorfenurón o CPPU, que se aplican en todo tipo de hortalizas, frutales, plantas de ornato, uva de mesa, y otros cultivos de interés comercial. El nivel de respuesta de cada vegetal está específico y está determinado por diversos factores como el momento de aplicación (e.i. edad de la planta).
Una característica importante de estas hormonas es su alta actividad. Las dosis necesarias para obtener la respuesta deseada son muy bajas.
El uso de esta hormona vegetal tiene como objetivo incrementar la calidad, la cantidad y el calibre de los frutos. Algunos de los usos más relevantes son:

## Amarre de fruto
En varias especies se ha establecido que las citocininas estimulan el amarre de los frutos y en particular en aquellos que son del tipo carnoso. Este efecto se potencializa cuando la aplicación se hace junto con auxinas y giberelinas en bajas concentraciones.

## Crecimiento de fruto
En los diferentes frutos carnosos (y no carnosos) parte de su crecimiento ocurre por la división celular de sus tejidos. Esto es regulado en parte por la presencia de citocininas y otras hormonas. La administración de citocininas en frutos cuando la división celular se encuentra en la fase de mayor intensidad contribuye al tamaño y por ende rendimiento y calidad del cultivo.
La manipulación del crecimiento del fruto por citoquininas requiere de ciertas consideraciones:
- Días desde la flor a cosecha, siendo los días cortos más sensibles a ser manipulados.
- Número de semillas: frutos sin semilla o muchas semillas son muy sensibles, frutos con pocas semillas son menos sensibles y frutos de una sola semilla (Carozos) son pocos sensibles.
- Tipo de fruto: frutos carnosos (acuosos) son más sensibles, frutos carnosos (oleosos) son menos sensibles, frutos secos son pocos sensibles.
- Protección física, considerando que las citocininas exógenas no son móviles dentro de la planta, si existe un fruto donde el ovario tenga protección física (pubescencias en kiwi, cáscara gruesa en banano o palto) va a ser más complicada la manipulación hormonal.

Importante, el uso de fitohormonas debe siempre estar acompañada de una correcta nutrición vegetal.

## Crecimiento vegetativo
La actividad de las plantas se refleja en la continuidad de crecimiento de los brotes y sus hojas, lo cual repercute en mayor área foliar para maximizar la eficiencia fotosintética de los cultivos. Las CTS son partícipes de este proceso en cuanto a que los tejidos activos producen esa hormona para estimular la división celular y con ello establecer una “base” o estructura sobre la cual continúe el crecimiento.
Con la aplicación de citocininas no se obtiene una respuesta rápida de crecimiento como la que se obtiene con aplicación de ácido giberélico, ni se induce una clorosis de las hojas; La respuesta es lenta pero vigorosa, preparando la planta para la producción de flores y frutos. En casos en que el crecimiento vegetativo haya estado bajo condiciones de estrés (exceso de agua, sequía, no fertilización (desbalance nutricional), salinidad, calor extremo, frío intenso, carga excesiva, enfermedades, etc.), la respuesta a la aplicación de citocininas es más efectiva especialmente cuando se hace inmediatamente después de que el cultivo ha salido de esa condición de estrés.
La aplicación de citocininas a plantas en etapa adulta (chiles, tomates, etc.) puede reactivar (rebrotar y volver a producir flores) al cultivo y mantener y prolongar así su crecimiento y su capacidad productiva. Sus efectos incluyen el retraso en el envejecimiento.

## Desarrollo de yemas laterales
Las CTS pueden inducir la apertura de yemas laterales de ramas en diversas especies aunque dicho efecto se obtiene con concentraciones más altas. En situaciones de excesiva dominancia de la yema terminal hacia las laterales una aplicación de CTS puede reducir dicha influencia y parcialmente estimular la brotación lateral. Para este efecto se han manipulado vía citocininas la brotación de yemas laterales algodón con excelentes resultados, y en uvas de mesa, cerezos, manzanos, y demás frutales en los que se busque formación de ramas productivas en años subsiguientes.

## Formación y distribución de fotosintatos
Las CTS son importantes en la formación de los cloroplastos, por lo que las aplicaciones de citocininas, mejoran la fotosíntesis Se estimula la acción de enzimas y la síntesis de clorofila entre otros. En órganos que tengan crecimiento por división celular habrá síntesis de CTS para estimular dicha actividad, pero a la vez hay un “flujo” preferencial de fotosintatos a ese sitio por ser un tejido de alta demanda. La presencia de CTS es entonces crítica para que todo el esquema funcione y se dé una distribución armónica de los fotosintatos (cita requerida).

## Retraso senescencia
Senescencia es igual a vejez. La presencia de citoquininas está relacionada con la producción de clorofila, por lo que tejidos jóvenes siempre tienen un alto nivel y actividad de la hormona. Al llegar a una edad adulta o bien por condiciones de estrés, los órganos pierden la capacidad de mantener su actividad metabólica y por ende se sintetizan menos citocininas y en donde faltan estas, la senescencia es una condición prevalente.

## Germinación de semillas
La domancia de semillas está relacionada con los niveles endógenos de CTS, estableciéndose que aumentan su contenido al final del proceso y que estimulan la germinación. En general, estas hormonas influyen en el proceso cuando hormonas como el Ácido Giberélico son utilizados junto o previamente.

## Manipulación hormonal - Biorregulación
En la manipulación hormonal vía biorreguladores siempre hay que tener en cuenta varios factores críticos:
- Usar el producto más adecuado, mejor formulado, con mejores ingredientes y más reactivos.
- Usar la concentración adecuada (asesórese adecuadamente).
- Aplicar en las etapas más sensibles del o los eventos específicos a Regular.
- Llegar al órgano u órganos objetivo. Determine los resultados que desea.
- Procurar aplicar con cultivo fuera de condiciones de estrés.
- No utilizar las hormonas para resolver problemas, sino para mejorar la calidad de la producción e incrementar los rendimientos.
- No aplique solo por aplicar, eso es tirar su dinero.

En materia de biorregulación; Son más efectivas las aplicaciones de dosis bajas de manera frecuente, que realizar solo una o dos aplicaciones ocasionales a dosis altas. Por ello, es conveniente llevar un programa regular de aplicaciones frecuentes como parte de un buen programa de nutrición y manejo fisiológico del cultivo, ya que reporta mejores resultados que realizar aplicaciones esporádicas. Con este programa, se le permite al cultivo mantener la síntesis de citocininas (y otras hormonas) de manera casi permanente durante el tiempo que dure el cultivo, desde la germinación hasta el término de la cosecha.